# Гослар
Гослар (њем. Goslar) град је у њемачкој савезној држави Доња Саксонија. Једно је од 15 општинских средишта округа Гослар. Смештен је на сјеверозападним обронцима планине Харц (Harz). Број становника је 45.700 (1999).
Гослар је веома популарно туристичко мјесто. Стари град заједно са старим рудницима у Рамелсбергу представља дио УНЕСКО-ове културне баштине.

## Историја
Основао је у 10. вијеку Хенрик I Птичар након што су у непосредној околини у Рамелсбергу (Rammelsberg) нађена налазишта сребра. Захваљујући сребру Гослар је постао изузетно богат град.
Kaiserpfalz (дворац владара) у Гослару изграђен је у 11. вијеку и постао је љетња резиденција владара, нарочито Хајнриха III (Владар Светог римског царства), који је посјећивао своје омиљено одмаралиште око 20 пута. Хајнрих је сахрањен у Гослару. Гослар је био краљевска резиденција од 1009. до 1253.

## Географија
Град се налази на надморској висини од 255 метара. Површина општине износи 92,6 km². У самом граду је, према процјени из 2010. године, живјело 41.785 становника. Просјечна густина становништва износи 451 становник/km². Посједује регионалну шифру (AGS) 3153005, NUTS (DE916) и LOCODE (DE GOS) код.

## Међународна сарадња
| Мјесто        | Држава               | Врста сарадње | Од    |
| ------------- | -------------------- | ------------- | ----- |
| Ранана        | Израел               | пријатељство  | 2006. |
| Бжег          | Пољска               | партнерство   | 2000. |
| Бероун        | Чешка                | партнерство   | 1989. |
| Фредериксборг | Данска               | партнерство   | 1996. |
| Виндзор       | Уједињено Краљевство | партнерство   | 1969. |
| Аркашон       | Француска            | партнерство   | 1965. |
| Извор         |                      |               |       |

## Познате личности
У Гослеру су сахрањени тенковски генерал из Другог светском рата Хајнц Гудеријан и командант 4. СС тенковске дивизије Херман Хот. 
Адолф Хитлер је био почасни грађанин Гослара од 1934. до 2013. када је та одлука укинута.